# 特別遠征軍

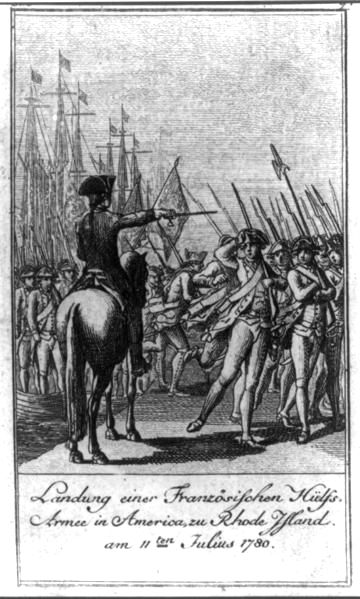
1780年7月11日，羅尚博伯爵率領法國援軍在羅德島紐波特登陸

特別遠征軍（法語：Expédition Particulière）是法蘭西王國在美國獨立戰爭期間派遣至北美的一支遠征軍，旨在協助美利堅合眾國對抗大不列顛王國。該部隊於1780年7月11日由羅尚博伯爵率領抵達，兵力多達5,500人，在戰爭末期的決定性戰役中發揮了關鍵作用。
另有2,500名士兵原計劃加入該部隊，但因無法突破英軍對布雷斯特的封鎖而未能成行。在近一年幾乎未參與行動後，羅尚博率軍南下，與喬治·華盛頓的大陸軍會師，計劃對紐約市發起攻擊。
但在羅尚博的建議下，華盛頓放棄了該計劃，兩軍南下維吉尼亞州，與法國海軍上將弗朗索瓦·德格拉斯的艦隊合流，合力將英軍中將查爾斯·康沃利斯圍困於約克鎮圍城戰中；隨後爆發的法美圍城戰於1781年10月導致康沃利斯投降，從而加快了結束戰爭的和平條約談判進程。
該次遠征被認為是唯一長期在美國本土駐紮的外國盟軍。

## 背景
法國早在1774年便與美國愛國者接觸，並自1776年起秘密向其提供大量資金與軍事物資。1777年薩拉托加戰役期間英軍失利後，法國於1778年2月簽署《法美同盟條約》，承認美國獨立，法美正式結盟，進而提供直接軍事援助。隨後，由德斯坦伯爵率領的法國艦隊出航，與美方協同作戰，試圖儘快結束戰爭。
然而初期作戰多遭困難。1778年對羅德島戰役失利，1779年的薩凡納圍城戰亦以失敗告終。德斯坦最終率艦返回法國，法美聯軍關係也一度緊張。

## 遠征軍
1780年5月2日，海軍上將查爾-亨利-路易·德·特奈-達薩克率領7艘戰列艦與3艘護衛艦自法國西北的布雷斯特起航，護送36艘運兵船前往北美支援大陸軍。艦隊包括：旗艦80門火砲的布爾古尼公爵號（達薩克）、兩艘74門戰艦海王星號（德圖什）與征服者號（拉·格朗迪埃爾）、64門普羅旺斯號（隆巴爾）、阿當號（貝爾納·德·馬里尼）、傑森號（拉·克洛什特里）、埃韋耶號（阿曼·勒·加爾德·德·蒂利），以及三艘護衛艦：監視者號（維爾納夫·西亞爾）、亞馬遜號（拉佩魯茲）與貝隆號。先鋒艦亞馬遜號於1780年6月11日抵達波士頓。

### 編制
特遣遠征軍包含以下單位：
- 布旁內步兵團（Régiment de Bourbonnais）
- 索松內步兵團（Régiment de Soissonnais）
- 聖東日步兵團（Régiment de Saintonge）
- 皇家雙橋步兵團（Régiment de Royal–Deux–Ponts）

一支炮兵營：
- 奧克松第二營（Second Battalion, Régiment d'Auxonne）

一支混合兵團：
- 羅曾兵團（Lauzun's Legion）

## 約克鎮戰役

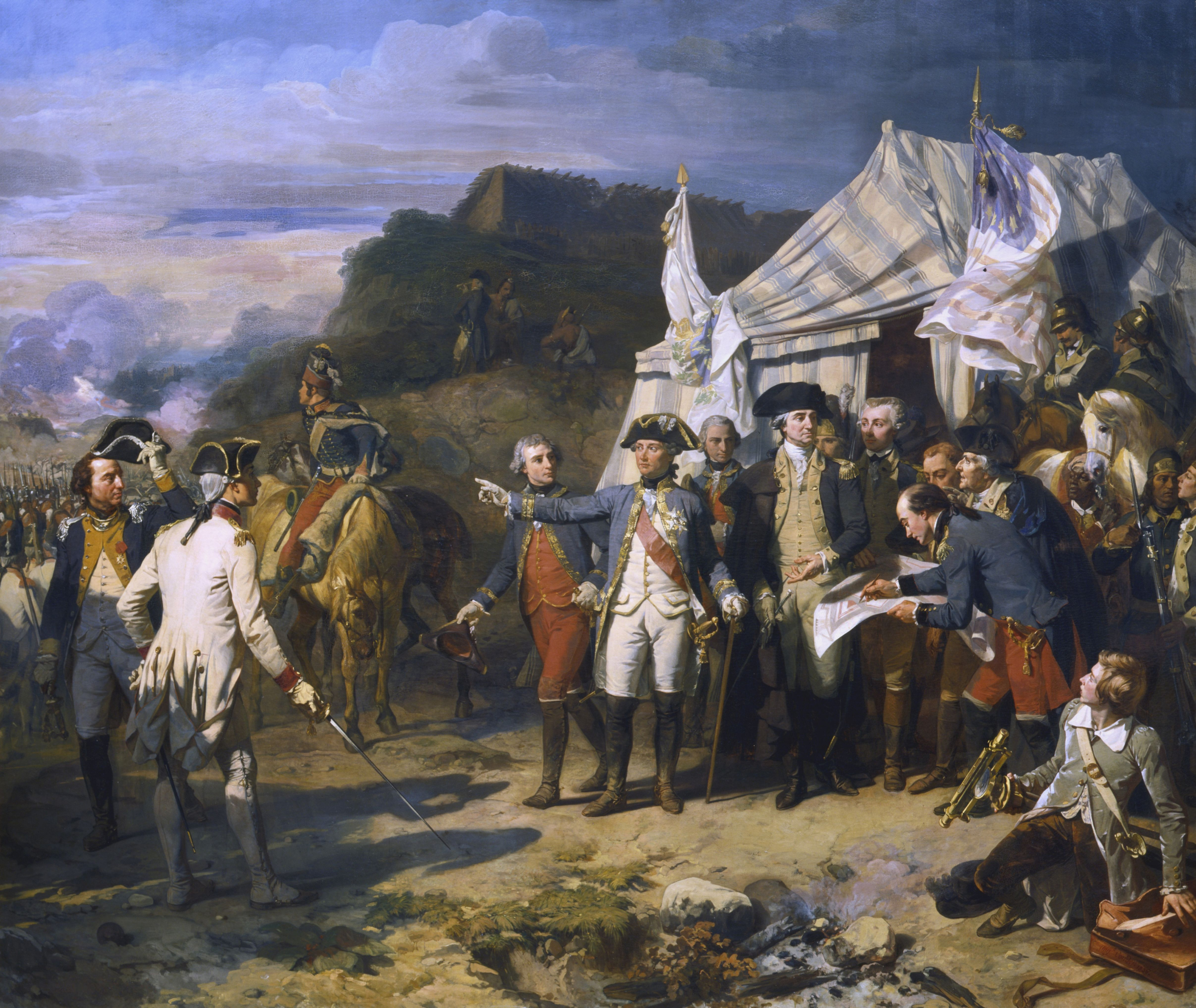
1836年奧古斯特·庫德繪《約克鎮圍城戰》。羅尚博與華盛頓發出最終作戰命令。

1781年7月，羅尚博軍隊自羅德島州出發，穿越康乃狄克州，與華盛頓在紐約州杜布斯費里會合，然後聯軍陸路南下維吉尼亞。同時，法國上將德格拉斯於9月5日在切薩皮克灣海戰中擊敗紐約出發的英軍艦隊，使康沃利斯被困約克鎮半島。9月22日，羅尚博與華盛頓會師拉法葉侯爵部隊，開始圍攻約克鎮。10月19日康沃利斯投降，戰役結束。

## 西印度群島的行動
羅尚博部隊在維吉尼亞越冬，翌年北上至新英格蘭。華盛頓再提議攻擊紐約、查爾斯頓或加拿大，但遭羅尚博拒絕。最終法國命令其部隊轉往西印度群島，1782年底由波士頓出航，前往太子港。但此時已簽訂巴黎和約，原定1783年的加勒比行動未曾實施。法軍於4月底返航，6月至7月抵達布雷斯特與土倫。

## 外部連結
- 羅德島的法軍特遣遠征軍